# ロサンゼルス・ヴァリアント
「ロサンゼルス・ヴァリアント（Los Angeles Valiant）」は、アメリカ合衆国・ロスアンゼルスを本拠地とする『オーバーウォッチ（Overwatch）』eスポーツチームである。「オーバーウォッチ・リーグ（Overwatch League / OWL）」所属。チーム名の「ヴァリアント（Valiant）」は、「勇ましい」の意味である。